# 美国众议院教育和劳动力委员会
美国众议院教育和劳动力委员会（英語：United States House Committee on Education and the Workforce）是美国众议院常设委员会，该委员会有50名成员，自2023年起，教育和劳动力委员会主席由北卡罗来纳州聯邦眾議員維吉尼亞·福克斯担任。

## 相關事件
2023年12月，该委员会举行一场关于反犹太主义听证会，三名大学校长受邀谈论他们在校园内处理反犹太主义的情况，后来被迫辞职。

## 外部連結
- Official homepage （页面存档备份，存于） (Archive （页面存档备份，存于）)
- House Education and the Workforce Committee （页面存档备份，存于）. Legislation activity and reports, Congress.gov.